# Himella fidelis
Himella fidelis là một loài bướm đêm trong họ Noctuidae.